# Фартушный, Дмитрий Васильевич

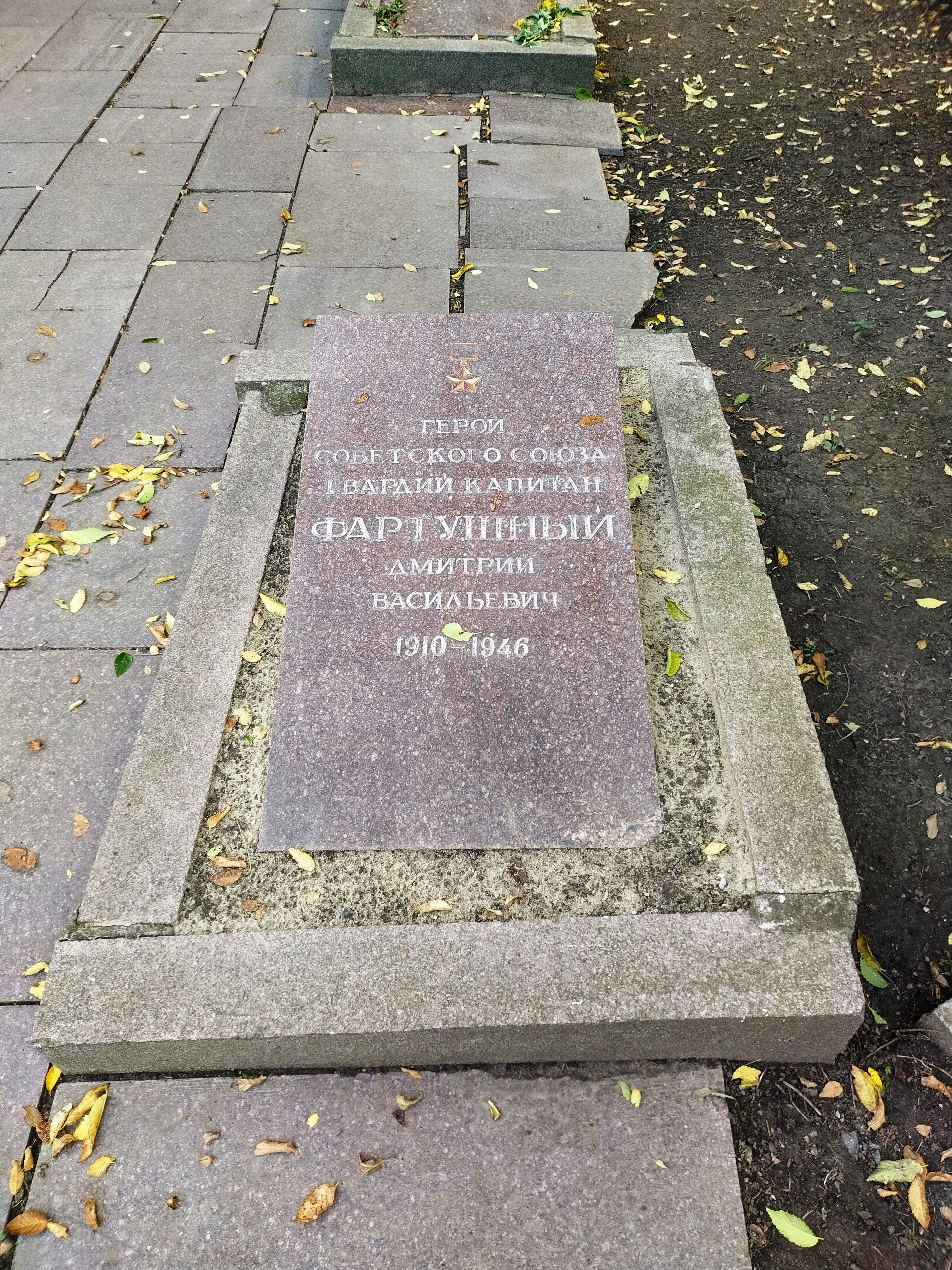
Могила Фартушного Д. В. в Центральном парке Апостолово

Дмитрий Васильевич Фартушный (7 [20] сентября 1910, Великая Долина, Херсонская губерния — 2 августа 1946, Днепропетровская область) — командир роты 229-го гвардейского стрелкового полка 72-й гвардейской стрелковой дивизии 7-й гвардейской армии Степного фронта, гвардии лейтенант. Герой Советского Союза.

## Биография
Родился 7 (20) сентября 1910 года в селе Великая Костромка (ныне Апостоловского района Днепропетровской области) в крестьянской семье. Украинец. Окончил 7 классов. Работал трактористом в колхозе. Член ВКП(б) с 1940 года.
В Красной армии с 1941 года, с того же времени на фронте. Окончил курсы младших лейтенантов.
Командир роты 229-го гвардейского стрелкового полка гвардии лейтенант Дмитрий Фартушный особо отличился при форсировании реки Днепр. В ночь на 25 сентября 1943 года гвардии лейтенант Фартушный Д. В. во главе первой группы переправился на правый берег в районе села Бородаевка Верхнеднепровского района Днепропетровской области, захватил и удержал рубеж, отразив несколько контратак превосходящих сил противника.
Указом Президиума Верховного Совета СССР от 26 октября 1943 года за образцовое выполнение боевых заданий командования и проявленные при этом мужество и героизм гвардии лейтенанту Фартушному Дмитрию Васильевичу присвоено звание Героя Советского Союза с вручением ордена Ленина и медали «Золотая Звезда».
После войны вернулся на родину. Умер 2 августа 1946 года. Похоронен в городе Апостолово Апостоловского района Днепропетровской области Украины.

## Память
Имя Героя носит улица города Апостолово.

## Награды
- Медаль «Золотая Звезда»;
- Орден Ленина;
- Орден Отечественной войны 2-й степени;
- медалями.